# تنمية منهجية
التنمية المنهجية عملية التفكير في التنمية التي تستخدم نهج التفكير المنهجي، لخلق حل للضغوط الاجتماعية والبيئية والاقتصادية التي يعاني منها العالم.

## نظرة عامة
النهج الأساسي للتنمية المنهجية، عملية للتفكير بصورة شاملة أثناء معالجة القضايا المعقدة والتقدم نحو هدف مشترك مع معدلات مشاركة عالية. تشمل العملية فهم الأنشطة الحالية والاحتياجات المستقبلية من منظور شامل. من الضروري أن تنتقل العملية من التقييم المتكامل إلى التقييم المستدام، لتحقيق النجاح. يجب أن يأخذ المنظور في الاعتبار الجوانب العديدة للتنمية الحالية والمقترحة بما في ذلك الجوانب الاقتصادية والاجتماعية والبيئية والسياسية والبيئية. يمكن تطبيق الفكرة الكامنة في نهج التنمية المنهجية على العديد من التخصصات، على غرار التنمية المستدامة. التنمية المنهجية ممارسة أكثر من كونها استدامة، وهي حالة نهائية.

## لمحة تاريخية
أرست نظرية النظم العامة (جي إس تي) الأساس للتفكير المنهجي. عُرف لودفيج فون برتالانفي بأنه مؤسس المبادئ الأصلية لنظرية النظم العامة. عندما قُدّمت نظرية النظم العامة في كتاب برتالانفي، نظرية النظام العام: الأسس، والتنمية، والتطبيقات، قبل عام 1968، استخدم النهج التقليدي للتنمية التفكير الخطي أو التفكير بالسبب والنتيجة. تأثرت نظرية النظم العامة بنظريات مختلفة مثل «نظرية الفوضى، ونظرية التعقيد، ونظرية الكارثة، وعلم التحكم الآلي، ونظرية المجموعة الضبابية، ومصفوفات التعلم». أدخل بيتر سينغ، مؤلف كتاب الانضباط الخامس، في عام 1990، نهج التفكير المنهجي في التنمية.

## إطار العمل

### التفكير الشمولي
التفكير الشمولي ضروري لتحقيق التنمية بنجاح من خلال نهج النظم. يفكر النهج الشمولي للنظام في كل متغير، والمسافة بين المتغيرات وما الذي يحدد المتغير. «إنه مجموع التفاعل بين أجزائه»، إذ يجب أن يتعلم كل الأفراد في هذه العملية من بعضهم البعض، لفهم النظام بأكمله بطريقة متعددة الأبعاد لإيجاد حل.
يحتاج المرء من أجل التفكير في التنمية بمنظور المنهجية، إلى أن يكون قادرًا على رؤية المجموع بدلاً من الأجزاء وفهم العلاقة بين الأجزاء، والطريقة التي تتحرك بها الأجزاء، وما الذي يحرك سلوك الأجزاء، وما الذي يؤثر على الجريان أو الاتجاه، ولفهم لماذا قد لا يوجد أجزاء أكثر أو أقل. يمكن أن تكون العوامل العديدة التي يتكون منها المجموع نظامًا معقدًا.

### أصحاب المصلحة
يساعد تضمين العديد من أصحاب المصلحة المتنوعين كل فرد على تنمية منظوره الخاص، واكتساب فهم للآخرين وزيادة إبداعه. يجب أن تسعى المشاركة المنهجية إلى اتباع العبرمناهجية بدلاً من نهج متعدد التخصصات أو متداخل التخصصات لتحقيق التنمية الناجحة. تسمح العبرمناهجية بتكامل المنهجيات ونظريات المعرفة من خلال تعاون مختلف أصحاب المصلحة. سيؤدي تضمين المزيد من وجهات النظر في الحلقة إلى زيادة فرصة التوصل إلى حل ناجح.

### التواصل والتعلم
يخلق أساس التنمية المنهجية- التفكير المنهجي- عند تطبيقه، المعرفة التي تؤدي إلى توسيع المعرفة، مما يؤدي إلى النجاح. الحوار أداة أساسية لمشاركة المعرفة وترجمتها إلى عمل. يمكن أن يوفر التواصل نتائج وفهم فيما يتعلق «بالنظام والثقافة والممارسات والأثريات، وحول أهداف وقيم راعي المشروع والعميل وأصحاب المصلحة الآخرين». يحدث التعلم أثناء عملية الحوار، إذ يأتي كل صاحب مصلحة لمراقبة قيم وأفكار أصحاب المصلحة الآخرين حول ماهية التنمية الناجحة.
يؤكد بيتر سينغ في كتابه العنصر الخامس، على أهمية التعلم لتحسين الحياة، باستخدام التفكير المنظومي (المنهجي). يميل الأفراد الذين يكتسبون المعلومات والمعرفة والمهارات من أصحاب المصلحة الآخرين والبيئة، إلى تجربة التغيير في حياتهم ومعيشتهم، ثم يصبحون أنفسهم وكلاء التغيير من خلال مشاركة معارفهم مع الآخرين.

### الحلقة المعقدة
حلقة التغذية الراجعة، أو الحلقة المغلقة، أو النموذج المعقد للأنظمة هي أداة للمساعدة في التعامل مع التعقيد وفهم النظام ككل. تساعد الأداة في تصور الاتجاه والسرعة ووقت التأخير والتأثيرات طويلة المدى وقصيرة المدى، وتساعد في رؤية العملية الديناميكية. التغذية الراجعة ضرورية للتعرف على بعضنا البعض، بما في ذلك أهداف وقيم أصحاب المصلحة والمسؤولين. النهج المنهجي للتنمية موجه نحو التغيير. يجب أن يشجع النهج البشر على التواصل من خلال التفاعلات الشخصية، ويعالج قيم كل صاحب مصلحة، ويشارك في تطوير وفهم الحلقة المعقدة.